# Revolución rumana de 1989
La Revolución rumana de 1989 (en rumano: Revoluția română din 1989) o la Revolución de Navidad (en rumano: Revoluția de Crăciun) se refiere a una serie de conflictos y enfrentamientos en los últimos días de diciembre de 1989. La conclusión de este episodio de la historia de Rumania supuso el final del Gobierno comunista de Nicolae Ceaușescu. Los actos violentos que ocurrieron en varias localidades rumanas durante aquellos días condujeron al presidente rumano al abandono del poder y a su huida de Bucarest, en compañía de su esposa, Elena Ceaușescu. Capturados en Târgovişte, fueron enjuiciados por un tribunal militar creado ex profeso bajo los cargos de genocidio, daños a la economía nacional y abuso del poder para ejecutar acciones militares contra el pueblo rumano. Hallados culpables de todos los cargos, fueron ejecutados el 25 de diciembre de 1989. Rumania fue el único país del bloque del Este donde la transición desde el Estado socialista a uno de mercado implicó la ejecución de los líderes del país.
El número total de muertos debidos a la revolución rumana fue de 1104, de los que 162 decesos ocurrieron en las protestas que pusieron punto final al Gobierno de Nicolae Ceaușescu (protestas ocurridas del 16 al 22 de diciembre de 1989) y las restantes 942 en los disturbios ocurridos antes de la toma del poder por parte de una nueva estructura política, llamada Frente de Salvación Nacional (FSN). La mayoría de las muertes ocurrieron en ciudades como Timişoara, Bucarest, Sibiu y Arad, donde las protestas alcanzaron magnitudes mayores. El número de heridos llegó a 3352, de los que 1107 corresponden al período en que Ceauşescu aún detentaba la presidencia, y los restantes 2245 corresponden al período posterior a la toma del poder por parte del Frente de Salvación Nacional.

## Preludio a la revolución

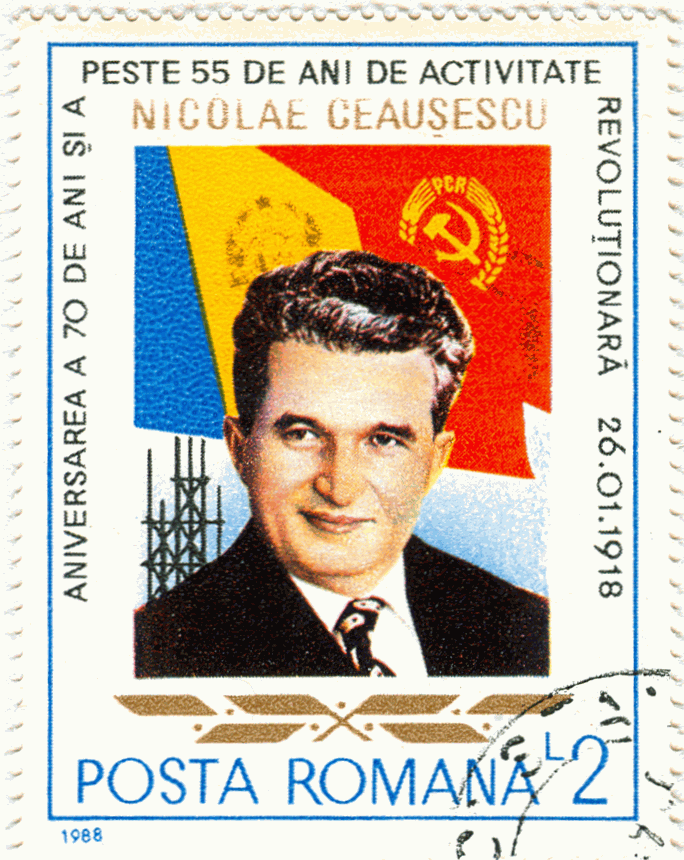
Sello postal rumano con el rostro de Nicolae Ceaușescu.

Como en otros países vecinos, en 1989 una buena parte de la sociedad rumana estaba hastiada del gobierno socialista de Ceaușescu. Sin embargo, había una cuestión que hacía diferente el caso de Rumania, y es que esa república europea del este no había iniciado ningún proceso de desestalinización del régimen político. Las políticas impuestas por Ceaușescu en el campo de la economía y el desarrollo —incluida la construcción de grandes obras y un plan de austeridad draconiano que debía favorecer la capacidad de Rumania para liquidar su deuda nacional en el lapso de unos cuantos años— fueron señalados como uno de los factores determinantes que contribuyeron al incremento de la pobreza en el país. De modo paralelo a este aumento de las tasas de pobreza, la policía secreta de Rumania (Securitate) comenzó a hacerse cada vez más ubicua, de modo que el país se convirtió en un estado policial.
A diferencia de otros líderes de los países miembros del Pacto de Varsovia, Ceaușescu no fue demasiado prosoviético, y había optado por una política exterior independiente. Mientras el presidente de la Unión Soviética, Mijaíl Gorbachov expresaba la necesidad de reformas, Ceaușescu apuntaba al estilo de dictadores comunistas como Kim Il-sung de Corea del Norte y Fidel Castro en Cuba caracterizados por política de línea dura y de culto a su personalidad. Poco antes de la caída del Muro de Berlín y la expulsión del búlgaro Tódor Zhívkov del gobierno de su país, el entonces presidente rumano ignoraba que su posición como último líder socialista de la vieja guardia en la Europa Oriental estaba amenazada debido, en parte, a los cambios que venían dándose en las demás naciones del Bloque del Este.

## Revuelta en Timișoara

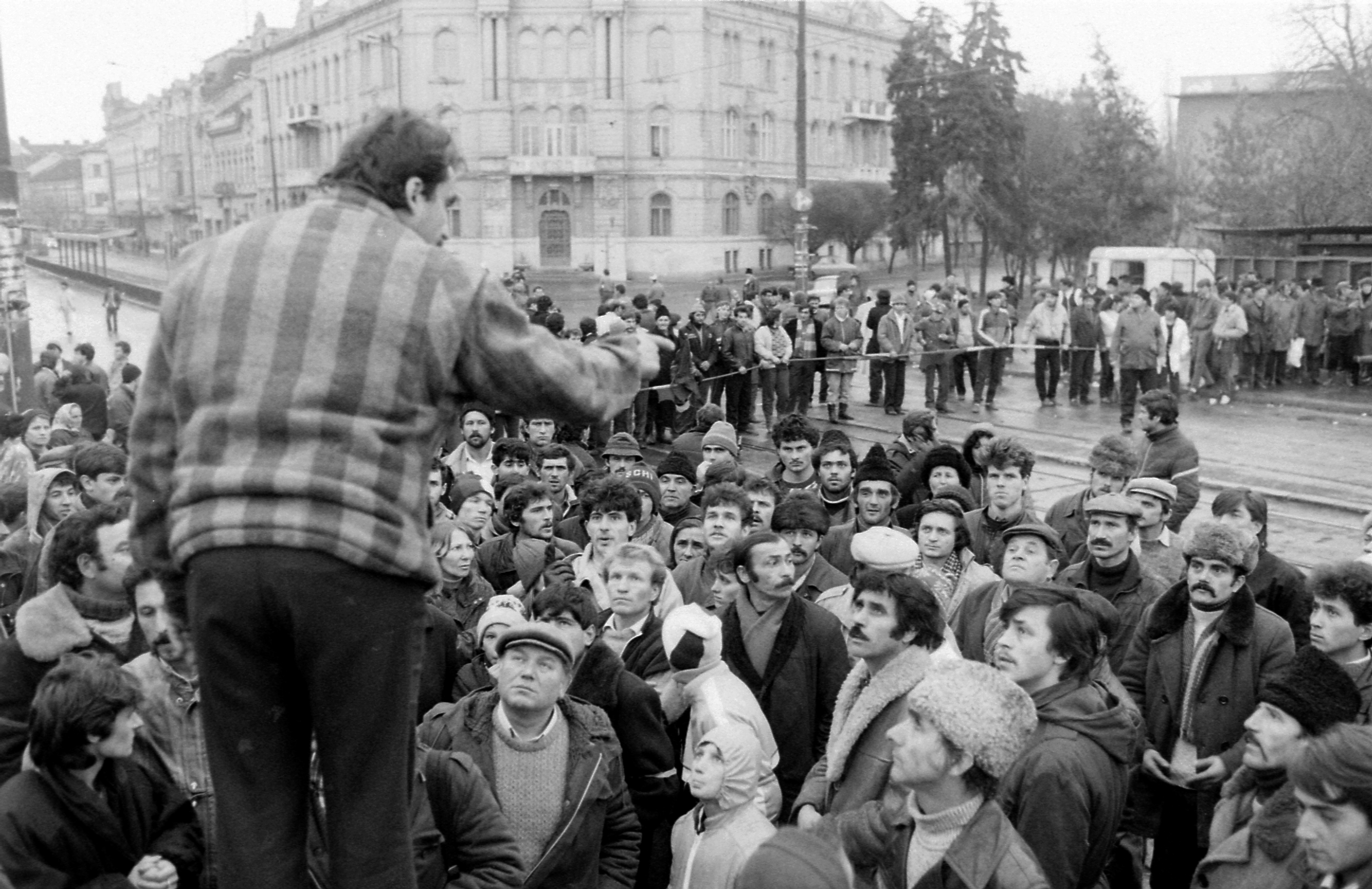
Manifestación en Timișoara.

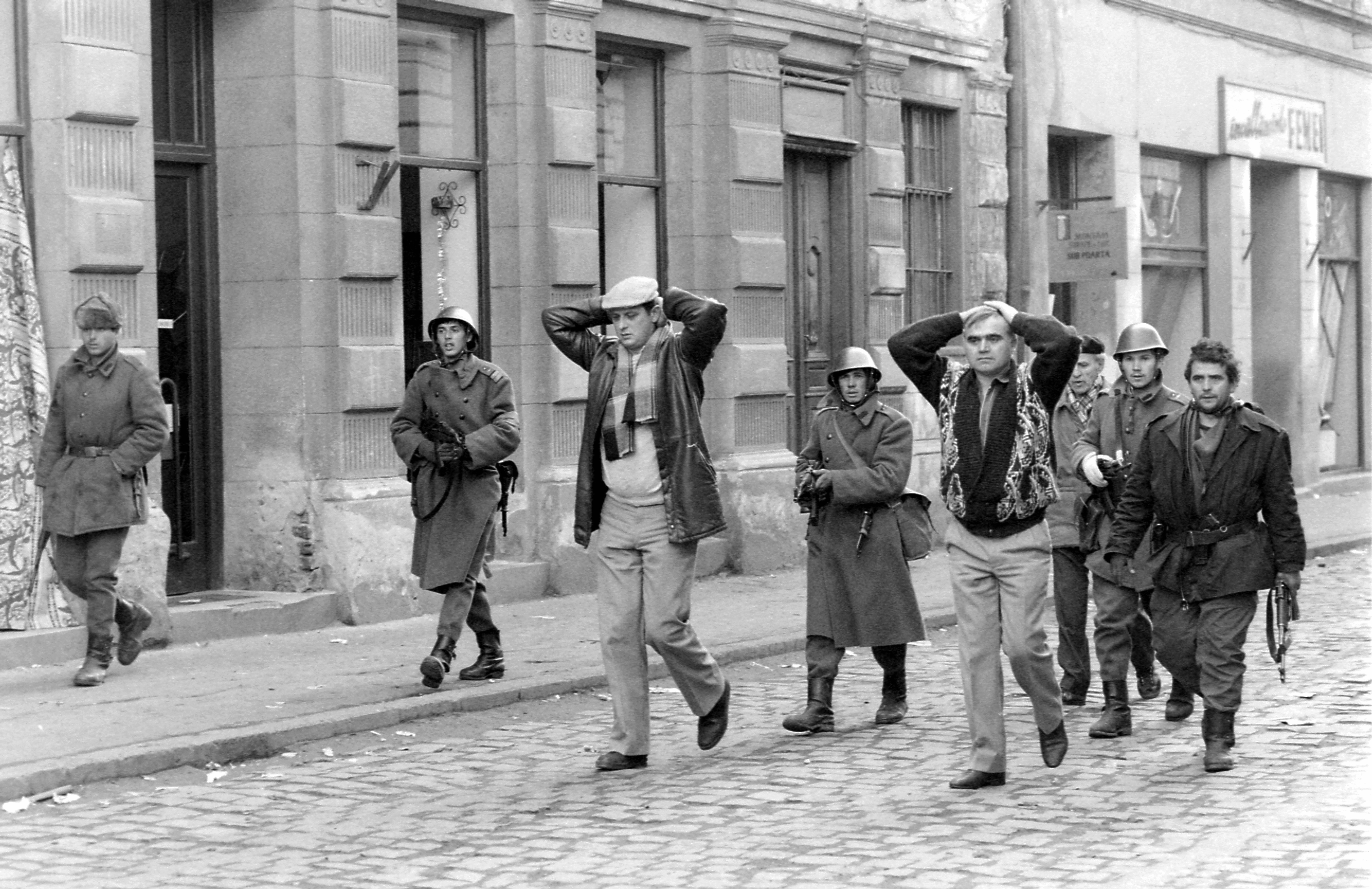
Personas detenidas en Timișoara después del 22 de diciembre.

El 16 de diciembre de 1989 estalló una protesta en Timişoara (Distrito de Timiș) en respuesta al intento del gobierno socialista de desahucio en contra de László Tőkés, pastor luterano magiar, y su esposa, que a la sazón se encontraba embarazada. Por aquellos días, Tőkés había emitido ciertas críticas hacia el régimen de Ceaușescu en un medio internacional. En su discurso, el religioso acusaba al gobierno rumano de propiciar el odio racial. Tőkés fue destituido de su cargo eclesiástico por el obispo de su iglesia, a petición expresa del gobierno. Además, se le privó del derecho a ocupar un piso al que tenía derecho en tanto fuera miembro de la congregación religiosa. Durante algunos días, los simpatizantes del religioso se concentraron en las inmediaciones de dicha vivienda, con el propósito de evitar el desalojo y desahucio de Tokés. Las personas que pasaban por las inmediaciones de los manifestantes, incluidos algunos estudiantes religiosos de la ciudad, ignoraban los detalles del asunto, pero los simpatizantes del pastor los convencieron para que se unieran a la protesta, con el argumento de que se hallaban frente a un nuevo intento del gobierno para restringir la libertad de culto en Rumania.
Dado que los manifestantes se negaban a dispersarse por su propia voluntad, el alcalde de Timișoara, Petre Moț, declaró sin efecto la orden de desalojo contra Tőkés. Mientras tanto, los impacientes manifestantes —sobre todo cuando el alcalde evitó confirmar la supuesta revocación del desahucio contra el pastor magiar— comenzaron a vocear consignas anticomunistas. Ello provocó la intervención de la policía local y de la Securitate. A las 19:30, la protesta había sido dispersada, pero también es cierto que para entonces el motivo original de la revuelta popular había quedado en segundo plano: algunos participantes de la manifestación intentaron prender fuego a la sede del Comité del Distrito del Partido Comunista Rumano (PCR) en Timişoara. La Securitate respondió con gas lacrimógeno y chorros de agua, mientras la policía de la ciudad golpeaba y arrestaba a varios de los amotinados. Alrededor de las nueve de la noche, el motín en el Comité del PCR se había dispersado, pero varios de los participantes se reagruparon en las inmediaciones de la Catedral Ortodoxa de Timișoara e iniciaron una marcha de protesta por las calles de la ciudad. Nuevamente, se enfrentaron a las fuerzas de la seguridad pública.
Los disturbios en Timișoara continuaron al día siguiente (17 de diciembre). Los manifestantes tomaron la sede del Comité del Distrito del PCR, y posteriormente destruyeron documentos oficiales, propaganda política, textos escritos por Ceauşescu y otros símbolos del régimen socialista. Por segunda vez, la multitud intentó incendiar el edificio, pero en esta ocasión se enfrentaron con el ejército. La presencia de las fuerzas militares en las calles de la ciudad implicaba que habían recibido órdenes desde muy arriba, presumiblemente del presidente Ceaușescu.
Aunque los militares no pudieron imponer el orden a los manifestantes, su participación convirtió la situación en Timişoara en un polvorín: disparos, muertes, peleas, automóviles incendiados, tanquetas antimotines enfrentándose a los civiles. Después de las ocho de la noche, las calles entre la Plaza de la Libertad (en rumano: Piaţa Libertăţii) y la Ópera de Timişoara —incluidos el Puente Decebal y las avenidas Lipovei y Girocului— se convirtieron en escenario de sangrientos enfrentamientos entre civiles y militares. Tanquetas, camionetas y vehículos blindados bloquearon los accesos a la ciudad, mientras desde el cielo los helicópteros del ejército rumano vigilaban los acontecimientos. Después de la medianoche las protestas disminuyeron su intensidad. Ion Coman, Ilie Matei y Ştefan Guşă inspeccionaron la ciudad, que parecía haber sido escenario de una guerra en algunas zonas.

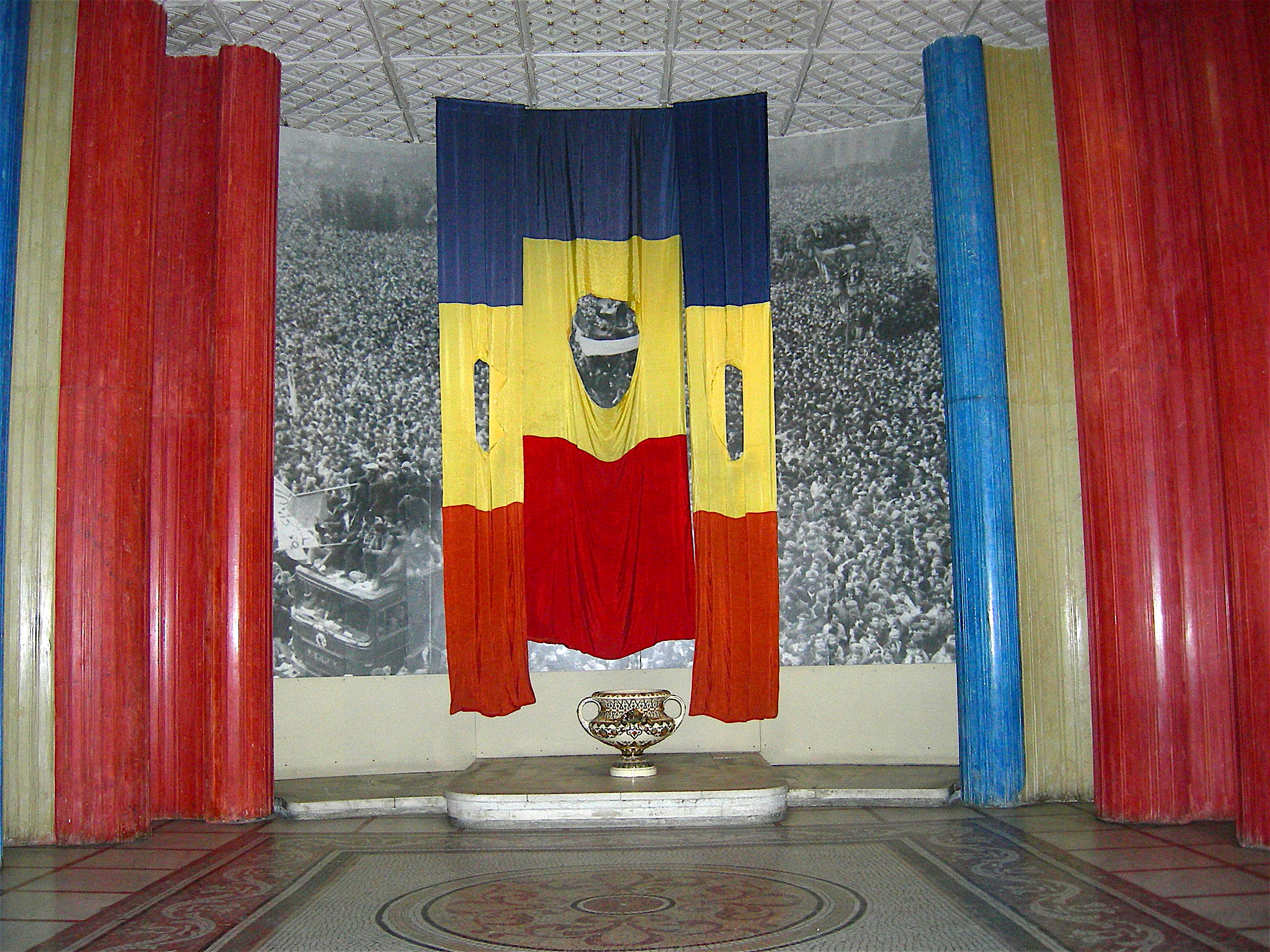
Banderas rumanas vacías exhibidas en el Museo Militar de Bucarest. En Timisoara, los manifestantes cortaron el escudo socialista de la bandera rumana, que fue exhibida con un agujero en la banda amarilla como rechazo al régimen socialista.

La mañana del 18 de diciembre, el centro de la ciudad había sido ocupado por soldados y agentes de la Securitate vestidos de civil. El alcalde Moţ convocó una manifestación en la Universidad de Occidente en Timișoara (en rumano: Universitatea de Vest din Timișoara), con el propósito de condenar los actos vandálicos del día anterior. Además, Moţ decretó la ley marcial en la ciudad, con lo que quedaron prohibidas las reuniones de más de dos personas en la ciudad, bajo pena de cárcel. Desafiando el decreto del alcalde, un grupo de treinta jóvenes se concentraron en la Catedral de Timişoara, donde izaron y ondearon la bandera de la Revolución Rumana, que no era otra que la bandera de la república socialista con un agujero en el sitio donde debía portar el escudo. Sabiendo que podrían ser atacados por las fuerzas del orden, comenzaron a cantar Deșteaptă-te, române! (en español: ¡Despiértate, rumano!), antigua canción nacionalista proscrita desde 1947 y actual himno nacional de Rumania. Los manifestantes de la catedral fueron atacados por las fuerzas del orden. Algunos de ellos murieron y sus cadáveres fueron ultrajados en la Plaza de la Victoria. Otros, con mejor suerte, pudieron escapar con vida.
El 19 de diciembre, Radu Bălan y Ștefan Gușă visitaron a los obreros de las fábricas de la ciudad, pero fracasaron en su objetivo de convencerlos para que retornaran a sus trabajos. Al día siguiente, grandes contingentes de obreros marcharon por la ciudad. Cien mil obreros se apostaron en la Plaza de la Ópera —llamada actualmente Plaza de la Victoria (en rumano: Piața Victoriei)— y emitieron protestas en contra del régimen socialista: Noi suntem poporul! ("¡Nosotros somos el pueblo!"), Armata e cu noi! ("¡El ejército está con nosotros!"), Nu vă fie frică, Ceaușescu pică! ("¡No tengáis miedo, Ceaușescu caerá!").
Entre tanto, Emil Bobu y Constantin Dăscălescu fueron enviados por Elena Ceaușescu —puesto que el presidente rumano se encontraba en esos días de gira por Irán— a resolver el conflicto. Los comisionados se reunieron con una delegación de los manifestantes, y aceptaron liberar a un buen número de los arrestados en los días anteriores. En contraste, se negaron a aceptar la principal demanda de los amotinados, a saber, la renuncia de Nicolae Ceaușescu. De esta suerte, la situación política en Rumania continuó siendo esencialmente la misma que en los días anteriores.
El 21 de diciembre, llegaron a Timișoara varios trenes cargados de obreros procedentes de Oltenia. La intención del gobierno rumano era emplearlos para reprimir las protestas en Timișoara, aunque finalmente los obreros oltenos terminaron por unirse a los manifestantes de la ciudad. Uno de ellos afirmó

«Ayer, el jefe de nuestra fábrica y el Partido Comunista nos reunieron en el campo, nos armaron con garrotes y dijeron que magiares y hooligans estaban destruyendo Timișoara, y que por ello debíamos venir aquí para ayudar a controlar los disturbios. Pero hoy, sé que eso no era cierto.»

El ejército rumano intervino nuevamente y Timișoara fue declarada ciudad libre de modo oficial. Nuevos ataques a manifestantes opositores al régimen del matrimonio Ceaușescu se registraron en las ciudades de Sibiu, Brașov, Arad y Tirgu Mureş tras las manifestaciones en Timișoara.

## Revuelta en Bucarest

Emblema del Partido Comunista Rumano (PCR), ilegalizado por 21 años después de la Revolución de 1989.

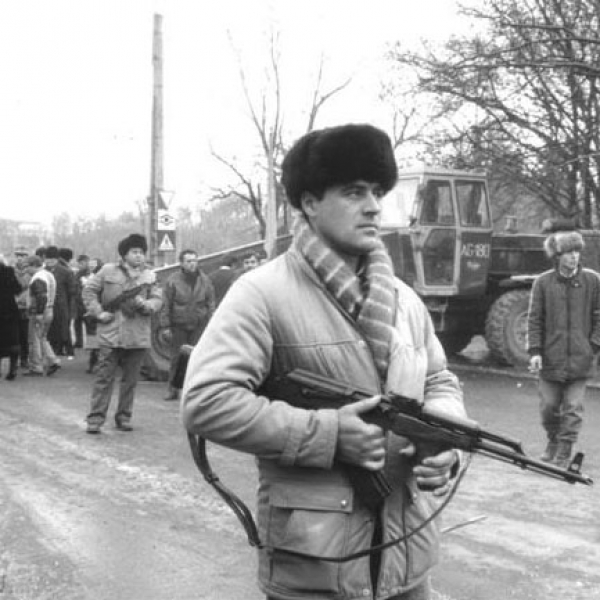
Civiles armados con fusiles de asalto PM Md. 1963 durante la Revolución en Bucarest.

Los sucesos de las revueltas anticomunistas en Bucarest fueron ampliamente difundidos por Radio Free Europe, Voice of America y por los estudiantes que salieron de Rumania con motivo de las fiestas de Navidad. Existen dos versiones contrapuestas sobre los hechos que condujeron al fin del régimen socialista de Rumania y la ejecución de Ceaușescu en 1989. La primera de ellas consiste en que una parte del Consejo Político Ejecutivo del PCR (CPE-PCR) intentó fallidamente una transición similar a la de otros países del Bloque del Este, donde los líderes socialistas dimitieron de sus cargos en masa luego de la caída del Muro de Berlín. Esta forma de transición permitió que, en países como Checoslovaquia, los nuevos sistemas de gobierno emergieran de manera pacífica. La segunda versión señala que los oficiales del ejército rumano planearon una conspiración en contra de Ceaușescu. Varios mandos militares del ejército rumano de aquella época han señalado que tomaron parte en dicha conspiración, pero la evidencia de apoyo a estas declaraciones es escasa en el mejor de los casos. Esta versión es apoyada por las declaraciones realizadas en 2003 y 2004 por el coronel Dumitru Burlan, jefe de la Securitate en 1989 y antiguo guardaespaldas de Ceauşescu. Ambas versiones de los hechos no se excluyen necesariamente.
En noviembre de 1989, Ceauşescu había visitado a su homólogo ruso Mijaíl Gorbachov, quien lo había invitado a dejar el poder: Ceauşescu simplemente rehusó hacerlo. La posibilidad de una posible renuncia del presidente rumano se renovó el 17 de diciembre de 1989, cuando Ceauşescu reunió al Consejo Político Ejecutivo de su partido para tomar medidas sobre las manifestaciones en Timişoara. Algunas páginas de la minuta de la reunión desaparecieron, incluidas aquellas donde supuestamente se habría registrado la discusión sobre la renuncia de Ceauşescu.
De acuerdo con el testimonio de Paul Niculescu-Mizil y Ion Dincă, antiguos miembros del CPE, prestado en el juicio posterior, en la reunión del 17 de diciembre dos de los miembros del Concejo se mostraron en desacuerdo con el empleo de la fuerza pública para reprimir las manifestaciones en Timişoara. En respuesta, Ceauşescu ofreció su renuncia, y solicitó a los presentes la elección de un nuevo líder. Sin embargo, algunos de ellos, incluidos Gheorghe Oprea y Constantin Dăscălescu habrían instado a Ceauşescu a no dimitir de su cargo y a expulsar a los miembros disidentes. Ese mismo día, Ceauşescu salió de Rumania en una gira por Irán, dejando en manos de su esposa y otros miembros del partido la resolución del conflicto político iniciado en Timişoara.
Cuando Ceauşescu regresó a Rumania, el conflicto se había complicado más. Hacia las 19:00 de ese día, emitió un discurso por televisión desde la sede del Comité Central del PCR, en el que calificó de enemigos de la revolución socialista a los participantes en las manifestaciones de Timisoara.
En la mañana del 21 de diciembre, encabezó una asamblea organizada por el PCR, en la que participaron miles de personas para condenar a los disidentes de Timişoara. Ubicado en uno de los balcones del Comité Central del PCR (actual sede del Ministerio de Administración e Interior), Ceauşescu habló de los beneficios de la revolución socialista y la multilateralmente desarrollada sociedad socialista de Rumania. Pero en la plaza donde se encontraba reunida la asamblea, frente a un anodadado Ceauşescu, la multitud lanzó vivas a los disidentes de Timişoara —a quienes el dictador había llamado hooligans en otras ocasiones— y le increpaba de diversas maneras. Ceauşescu intentó tranquilizar a la asamblea haciendo gestos con las manos, y luego intentó llamar al orden mediante frases como Alo, Alo! (¡Hola, hola!, dicho con energía). Elena le pedía a su esposo que contuviera la situación: Vorbeşte-le, vorbeşte-le! (¡Háblales, háblales!) y luego, dirigiéndose a la multitud pedía a los asistentes que se calmaran y se sentaran. Tras el restablecimiento del orden entre los congregados Ceauşescu continuó su discurso. Finalmente, Ceauşescu fue conducido al interior de la sede del Comité Central del PCR.
Silbidos y aplausos surgieron espontáneamente entre los participantes en el acto oficial. Poco a poco, fueron abandonando la plaza, pero se apostaron por las calles de la ciudad, tomándola de hecho como había pasado unos días antes en Timişoara. Algunas personas gritaron consignas en contra del dictador, que se extendieron pronto entre la multitud. Decían Jos dictatorul!, moarte criminalului! (¡Abajo el dictador, muerte a los criminales!), Noi suntem poporul, jos cu dictatorul! (¡El pueblo somos nosotros, abajo con el dictador!) Ceauşescu cine eşti?: criminal din Scorniceşti! (¿Quién eres tú, Ceauşescu?: ¡un criminal de Scorniceşti!). Más tarde, la manifestación popular ocupaba prácticamente todo el centro de Bucarest. Cerca de la Universidad de Bucarest los jóvenes ondeaban banderas rumanas con el escudo cortado, tal como había ocurrido en Timişoara.
Algunas horas más tarde, los manifestantes debieron enfrentarse a soldados, agentes de la policía y de la Unidad Especial para la Lucha Antiterrorista (en rumano: Unitate Specială pentru Lupta Antiteroristă) así como a agentes encubiertos de la Securitate. La multitud fue atacada por francotiradores apostados en varios edificios en la ciudad, y cercada en las calles por vehículos blindados y tanquetas. Hubo una gran cantidad de muertos por los ataques contra los civiles, incluidos periodistas que cubrían los sucesos en Bucarest. Los agentes antidisturbios atacaron a los manifestantes con chorros de agua, y luego la policía arrestó a algunas personas, a las que sometieron a golpes. Por su parte, los opositores al régimen de Ceauşescu se hicieron fuertes en una barricada construida frente a un restaurante, donde resistieron hasta la media noche del 21 de diciembre, para ser finalmente sometidos por las fuerzas del gobierno. Los disparos en las calles de Bucarest continuaron hasta las tres de la madrugada del 22 de diciembre.
Durante las primeras horas del 22 de diciembre de 1989, el dictador rumano convocó a una segunda asamblea para la mañana siguiente. Sin embargo, su esposa, Elena Ceaușescu fue informada de nuevas manifestaciones de grupos opositores, en esta ocasión, de trabajadores de las zonas industriales de la ciudad. Las columnas de obreros se dirigían en ese momento hacia el centro de Bucarest.
Las barricadas que la policía había instalado en los accesos a las plazas de la Universidad y del Palacio resultaron insuficientes para contener la manifestación. A las 09:30, la plaza de la Universidad estaba rebosante de gente. Agentes de seguridad pública entraron en escena, muchos de ellos para sumarse a la manifestación. Media hora más tarde, la radio local anunciaba el establecimiento de la ley marcial y la prohibición de reuniones de más de cinco personas. Pero a pesar de la prohibición, miles de personas se encontraban en las calles de Bucarest sin ánimo de disolverse.
Ceauşescu intentó dirigirse a la multitud desde uno de los balcones de la sede del Comité Central del PCR, pero solo obtuvo abiertas muestras de rechazo. Entre las nueve y once de la mañana del 22 de diciembre, el ministro de defensa del gobierno de Rumania, Vasile Milea fue asesinado bajo circunstancias que no han sido esclarecidas. Un escrito de Ceauşescu indica que Milea fue hallado culpable de traición y que se habría suicidado antes de que su traición hubiera sido descubierta públicamente.
Sabiendo que Milea se había suicidado, Ceauşescu nombró a Victor Stănculescu como ministro de Defensa. Ya al frente del ejército rumano, Stănculescu ordenó a las tropas deplegadas que volvieran a los cuarteles, orden que por cierto fue emitida sin el conocimiento de Ceauşescu. Además, el nuevo ministro de defensa persuadió al dictador de tomar un helicóptero para huir de una ciudad que había escapado a su control. Al haberse negado a seguir la orden de represión de Ceauşescu, el general Stănculescu desempeñó un papel central en el desenlace de la revolución. En pocas palabras, tras el suicidio de Milea y la llegada al ministerio de defensa de Victor Stănculescu, los Ceaucescu huyeron de Bucarest en helicóptero, reconociendo desde ese momento que la Policía y el Ejército Rumano se habían vuelto en contra del régimen socialista de Rumania, y a favor de la Revolución que los rumanos llevaban a cabo en ese momento, para derrocar a Nicolae Ceaușescu.

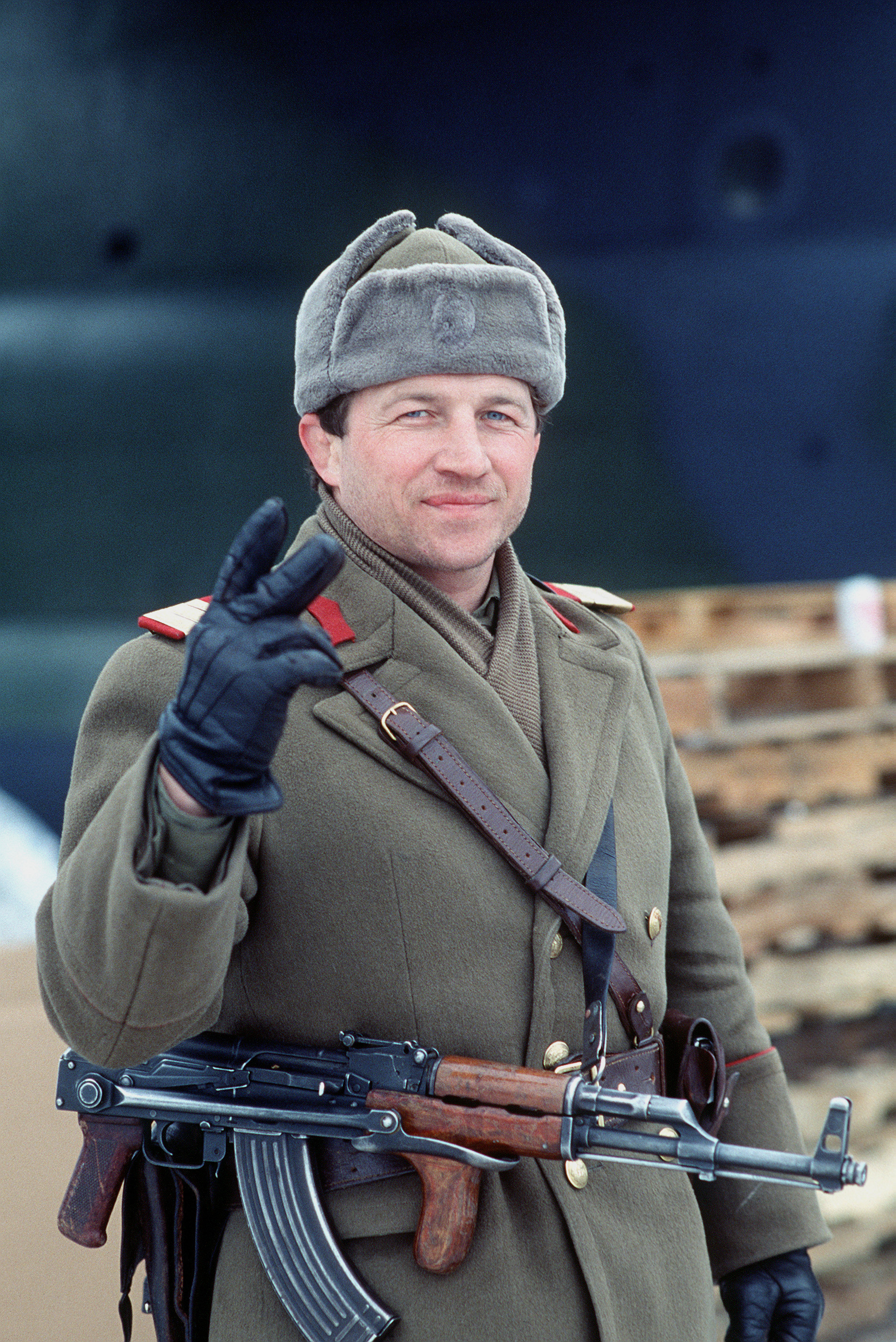
Un suboficial del ejército da la señal de la victoria en la Navidad de 1989; se ha quitado el escudo de la República Socialista de su ushanka y porta un fusil de asalto Pistol Mitralieră model 1965, la versión rumana del AK-47.

Tras la huida de Ceauşescu, la gente concentrada en la Plaza del Palacio (Bucarest) estalló en celebraciones. A continuación, sobrevino la ocupación de la sede del Partido Comunista. La gente destruyó escritos de Ceauşescu, retratos oficiales del líder rumano, lanzó libros por las ventanas del edificio. Pronto, algunos de ellos se aprestaron a derribar las grandes letras de la palabra communist (comunista) en el lema Trăiască Partidul Communist Român! («¡Viva el Partido Comunista Rumano!») que coronaba el edificio. Nuevamente aparecieron las banderas rumanas sin el escudo de la república socialista.
Mientras esto ocurría en el centro de Bucarest, más tropas militares arribaron al Aeropuerto Internacional Henri Coandă de la capital, a los que —como antes en Timişoara— se les había dicho que iban a combatir a terroristas. De acuerdo con un libro del guardaespaldas de Nicolae Ceaușescu y coronel de la Securitate, Dumitru Burlan, los miembros del ejército que formaron parte de la conspiración contra el dictador intentaron crear una atmósfera de ataques terroristas con el propósito de inducir el miedo y lograr que algunos soldados se unieran a los opositores.
A pesar de lo anterior, la toma del poder político por parte del Frente de Salvación Nacional (FSN) —surgido de la segunda fila del PCR con apoyo de los militares disidentes del gobierno de Ceauşescu— no estaba completa todavía. Grupos leales al régimen socialista de Rumania —tildados por los participantes en la revolución de terroristas— abrieron fuego contra los manifestantes en las calles de Bucarest y arremetieron contra algunos puntos clave de la vida política y social de esa ciudad, especialmente la Plaza del Palacio, la Universidad de Bucarest y la Plaza de la Universidad, los aeropuertos y el Ministerio de Defensa.
La noche del 22 de diciembre, los bucarestinos aún permanecían peleando en las calles, especialmente en las áreas de la ciudad que habían sido atacadas por los simpatizantes del régimen. Con la participación del ejército en ambos bandos, las peleas en las calles arrojaron un saldo de varias decenas de muertos. A las nueve de la noche del 23 de diciembre llegaron hasta el Palacio de la República algunos tanques y unidades paramilitares. Tildados de terroristas, la identidad de estos grupos continúa desconocida. Ninguna persona fue procesada de modo oficial por el cargo de terrorismo, y existen sospechas de que dichas unidades pudieron haber tenido relación con el nuevo gobierno rumano.

## Juicio y ejecución de Nicolae y Elena Ceaușescu

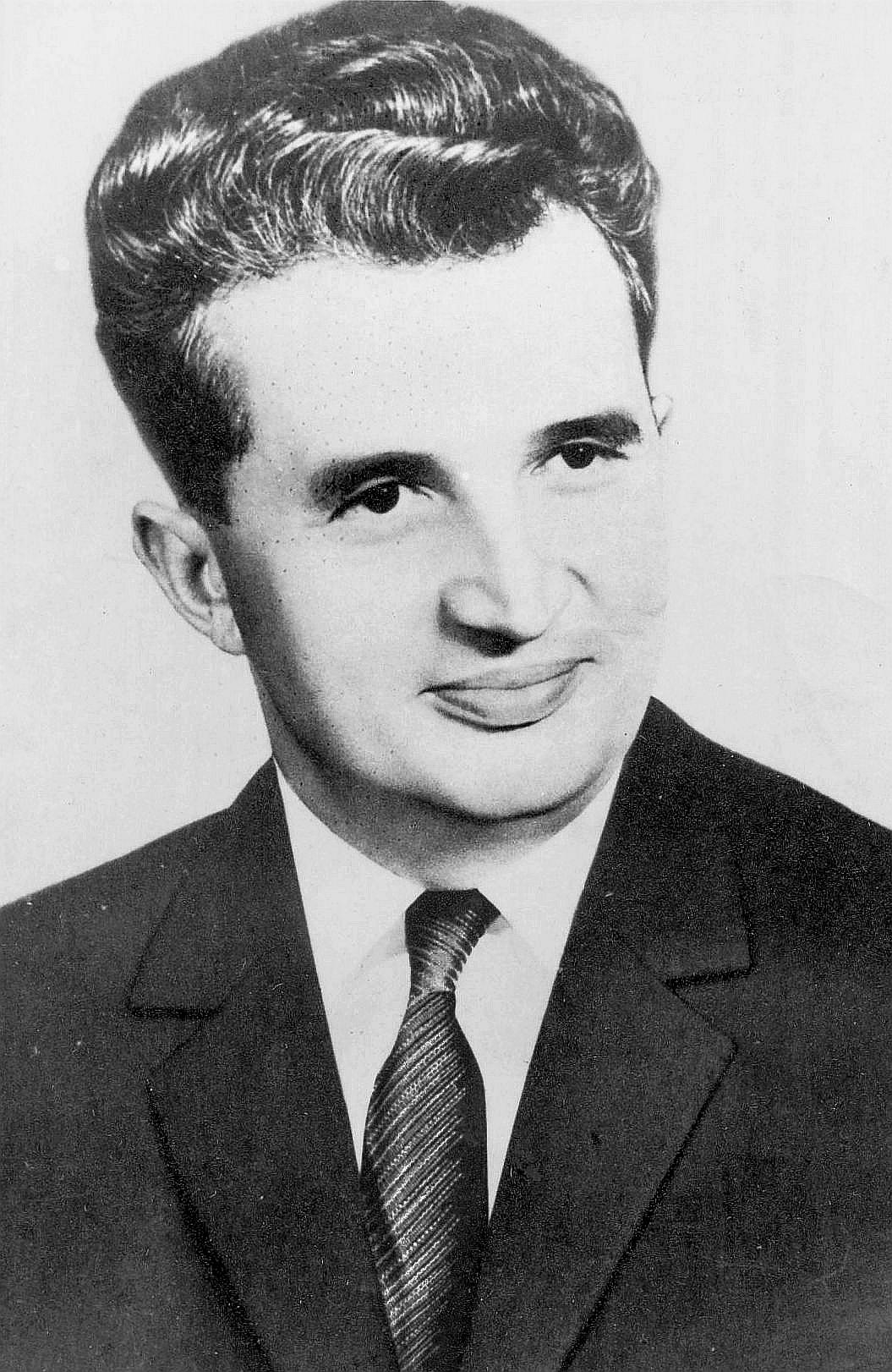
Nicolae Ceaușescu

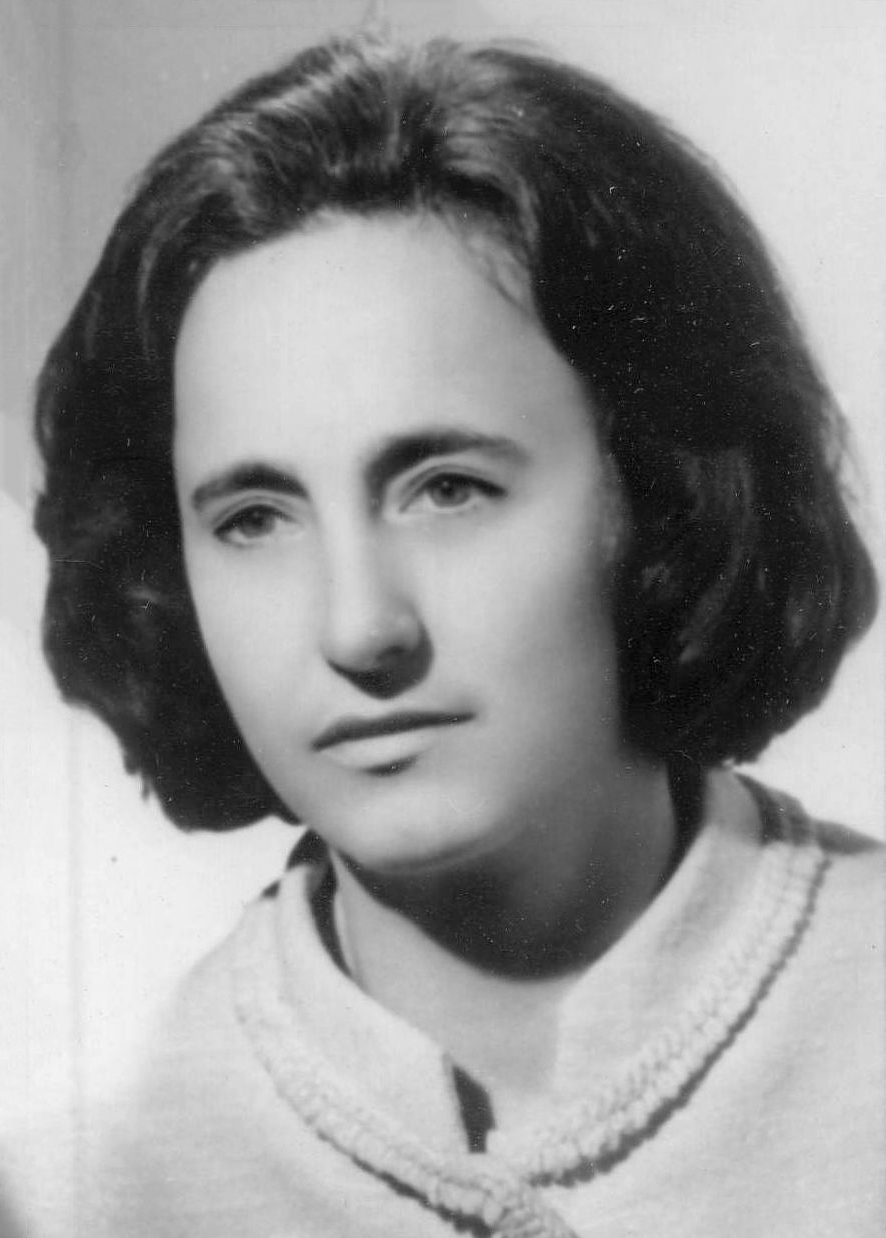
Elena Ceaușescu.

Ceauşescu y su esposa Elena abandonaron Bucarest en helicóptero. En su huida, fueron acompañados por dos colaboradores muy cercanos: Emil Bobu y Tudor Postelnicu. Estos dos acompañaron a los Ceauşescu a su residencia de Snagov, desde donde se dirigieron a Târgovişte. En Boteni, localidad cercana a Târgovişte, Ceauşescu y sus acompañantes abandonaron el helicóptero, puesto que, según los pilotos, los mandos del ejército rumano les habían ordenado aterrizar inmediatamente. Para entonces, también se había ordenado el cierre del espacio aéreo rumano.
Los Ceauşescu y sus acompañantes llegaron a Târgovişte a bordo de un automóvil. Habiendo entrado por los complejos industriales de la localidad, los fugitivos decidieron refugiarse en un edificio cercano a una planta siderúrgica. Un ingeniero que trabajaba en el lugar llamó a la policía. Poco tiempo después, Nicolae y Elena Ceaușescu fueron capturados y conducidos al cuartel militar a través de las calles de la ciudad. Cuando llegaron al cuartel, el dictador y su esposa fueron informados de que estaban oficialmente presos.
En la Navidad de 1989, Nicolae y Elena fueron juzgados y condenados a muerte. La sentencia fue emitida por un tribunal creado ex profeso para procesarlos por cargos como genocidio —más de sesenta mil víctimas—, daño a la economía nacional, enriquecimiento ilícito y uso de las fuerzas armadas en acciones en contra de civiles. En el estenograma del juicio, Ceauşescu responde con frecuencia a sus interlocutores que él no reconoce la autoridad de esa corte, y que solo declarará ante la Gran Asamblea Nacional, que había sido abolida por el gobierno de Iliescu y el FSN. Ese mismo día fueron fusilados, en el pueblo de Târgovişte. Las primeras imágenes de los cadáveres de Elena y Nicolae fueron difundidas por la televisión rumana días después del ajusticiamiento. Posteriormente se supo que fueron fusilados por 80 soldados y que recibieron 120 balazos.

## Transición hacia un nuevo régimen político

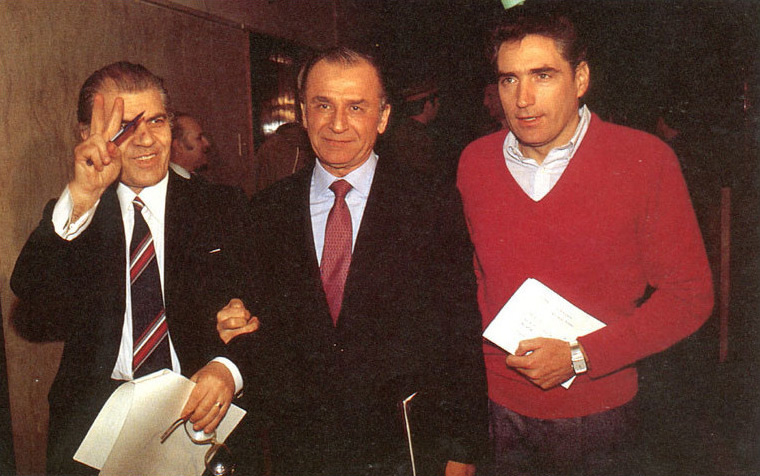
Dumitru Mazilu, Ion Iliescu y Petre Roman asumen el nuevo régimen hacia la democracia.

Tras conocerse en el extranjero la noticia de la fuga de Ceaușescu en el contexto de las revueltas en Bucarest, llegaron al país mensajes de apoyo de varios países; entre ellos hay que citar el de Estados Unidos, de la Unión Soviética, del Partido Socialista de Hungría, del gobierno de Alemania Oriental, de los partidos comunistas de Bulgaria y Checoslovaquia, de François Mitterrand, de Margaret Thatcher, del Partido Comunista de Japón y de varios países más, principalmente de Europa Occidental.
Se tomaron medidas como la abolición de la pena de muerte, el restablecimiento de la libertad de expresión y el multipartidismo. Al apoyo moral proporcionado a los rumanos se sumó en los días posteriores el apoyo material. Grandes cantidades de alimentos, fármacos, ropa, equipo médico y otros bienes necesarios fueron enviados desde múltiples países a Rumania. Los acontecimientos en Bucarest ocupaban espacios importantes en los medios de comunicación de todo el mundo.
El 24 de diciembre, Bucarest fue nuevamente escenario de enfrentamientos entre la disidencia y los grupos leales a Ceaușescu. La ciudad continuaba bajo vigilancia de la policía y el ejército. Las así llamadas actividades terroristas continuaron hasta el 27 de diciembre, cuando concluyeron abruptamente.

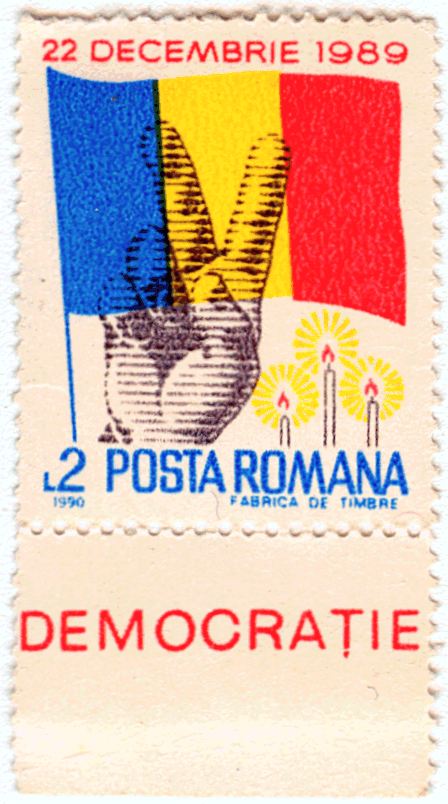
Sello postal de 1990 haciendo alusión a la democracia en Rumania.

Ion Iliescu, antiguo miembro del PCR caído en desgracia y uno de los personajes más representativos del movimiento que derrocó a Ceaușescu, fue elegido líder del FSN, que como se ha dicho, fue la formación política que se encargó del gobierno del país después del abandono del poder por parte del dictador. El FSN estaba conformado en su mayoría por miembros de la segunda línea del PCR. Ellos asumieron inmediatamente el control de las instituciones estatales, incluidos los medios. Emplearon esta posición de poder para lanzar virulentos ataques contra los opositores al nuevo régimen, especialmente contra los antiguos partidos liberales y demócratas que habían permanecido en la clandestinidad desde la instauración de la República Popular en 1947 —como el Partido Nacional Liberal y el Partido Democrático de los Campesinos—. Algunos autores opinan que el ascenso al poder de otros miembros del PCR tuvo repercusiones en la nueva organización política de Rumania:

Las consecuencias de este hecho son obvias: por una parte, las dificultades para pensar más allá de su adoctrinamiento comunista, lo que da lugar a una falta de una estrategia clara para el paso al capitalismo, y, por otra, las demoras legislativas y en la toma de decisiones con respecto a otros países vecinos en la adopción de reformas y la integración en las estructuras europeas y euro-atlánticas.
Ştefănescu Barbu

El Frente de Salvación Nacional estaba compuesto por representantes de diversos sectores de la sociedad rumana, pero la presencia de los antiguos miembros del Partido Comunista Rumano fue copando prácticamente los principales espacios del poder. Una prueba de ello es que en mayo de 1990, en las primeras elecciones de la era poscomunismo de Rumania, Ion Iliescu fuera elegido presidente con 85 % de los sufragios. Se asocia este hecho con el uso parcial por parte del grupo dominante del FSN, que dejó casi sin espacios mediáticos a los partidos de oposición. En virtud de lo anterior, las elecciones rumanas de 1990 fueron tildadas de antidemocráticas, tanto por la oposición como por los medios extranjeros.
Aunque el Frente de Salvación Nacional se ganó la simpatía de varios agentes políticos en todo el mundo, bien pronto el gobierno de Iliescu y Mănescu fue perdiendo credibilidad, tanto en lo interno como en lo externo. El aprovechamiento de la coyuntura con fines personales fue una constante entre varios de los miembros del gobierno provisional. Ejemplo de ello es la Mineriada de enero de 1990, cuando los mineros de Valea Juilui acompañados por la policía y convocados por el propio gobierno de Iliescu invadieron las calles de Bucarest para arremeter contra las protestas opositoras al nuevo régimen del FSN. Antes de las elecciones, Rumania ya enfrentaba a conflictos interétnicos — especialmente en Transilvania, donde el movimiento nacionalista magiar encabezado por László Tőkés provocó el enfriamiento de las relaciones rumano-húngaras—; conflictos entre la Iglesia católica y la Iglesia ortodoxa, amén de varios retrocesos en la economía nacional.